# Rakovník
Rakovník (deutsch Rakonitz, älter auch Rakonick) ist eine Bezirksstadt in Tschechien in der Mittelböhmischen Region. In der etwa 50 km nordwestlich von Prag liegenden Stadt leben ca. 17.000 Einwohner.
Rakovník verfügt über größere Gewerbebetriebe, in denen überwiegend Keramik, Kosmetik und landwirtschaftliche Motoren hergestellt werden. Bei Rakovník befindet sich das Eisenbahnmuseum Lužná der Tschechischen Bahnen.

## Geschichte
Die Handelssiedlung wurde erstmals im Jahre 1257 urkundlich erwähnt. 1286 wurden der Siedlung Stadtrechte erteilt. In den Anfängen hatte die Stadt eine enge Bindung zur nahe gelegenen königlichen Burg Starý Hrádek und nach deren Untergang zur Burg Křivoklát. Im 16. Jahrhundert entwickelt sich Rakovník zu einem bedeutenden Zentrum der Region. Wichtiger wirtschaftlicher Bereich war der Hopfenanbau und Bierbrauerei. 1588 wurde Rakovník durch Kaiser Rudolf II. zur königlichen Stadt behoben. Der Dreißigjährige Krieg brachte der Stadt schwere und lang andauernde wirtschaftliche Folgen. Die einstige Bedeutung der Stadt sank wesentlich ab und die führende Rolle in der Region übernahmen andere, zuvor weniger bedeutende, Orte. 1788 wurde die Kreisverwaltung nach Slaný verlegt. Aus der Krise erwachte die Stadt erst am Ende des 19. Jahrhunderts. Seit 1865 war Rakovník Bezirksstadt. 1871 wurde sie Endstation der Bahnstrecke Lužná u Rakovníka–Rakovník. Am Ende des Jahrhunderts waren hier mehrere Industriebereiche ansässig (Waschmittelproduktion, Keramik, Maschinenbau). Im Jahre 1930 hatte Rakovník 11.700 Einwohner.

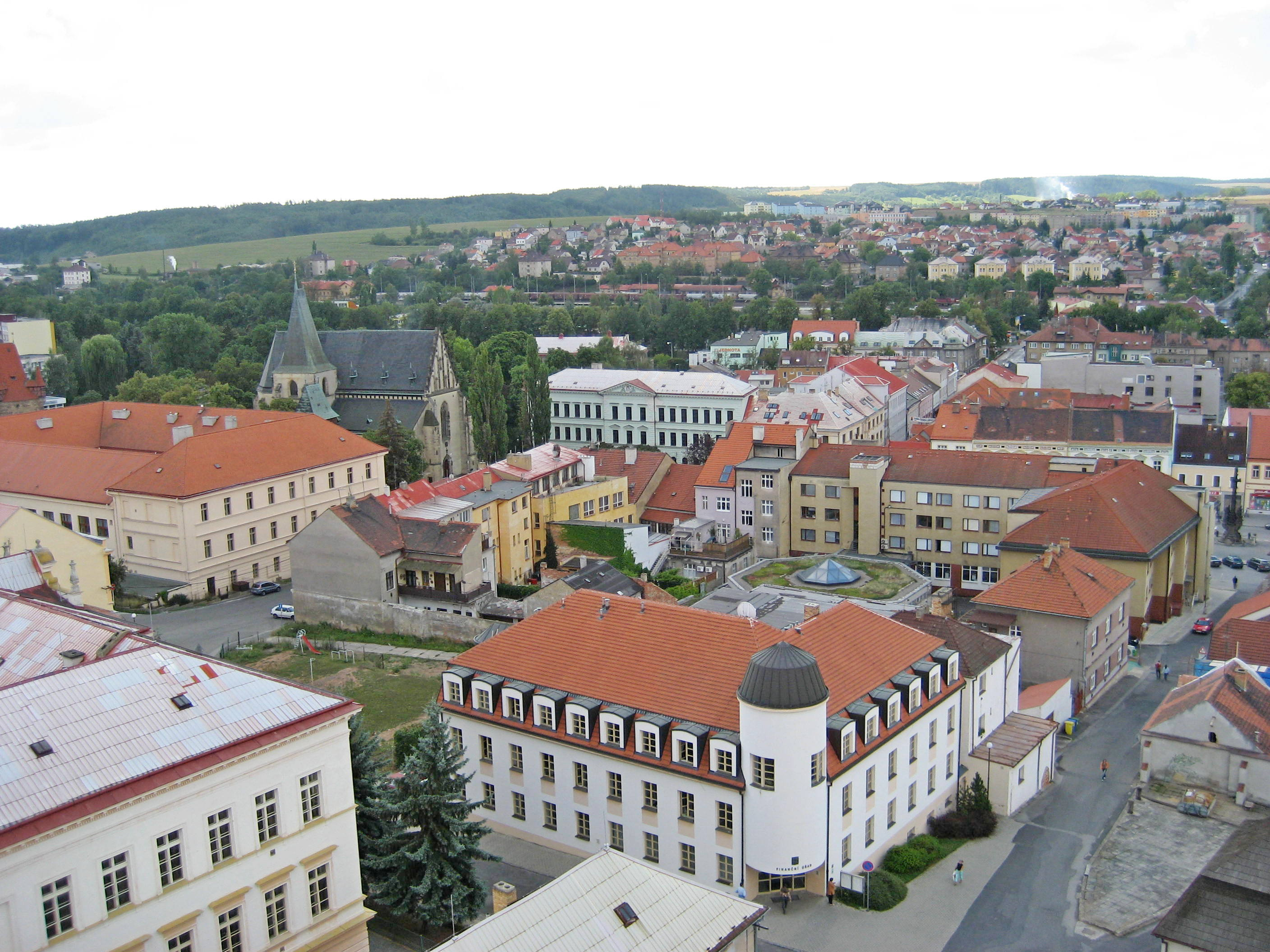
Zentrum von Rakovnik

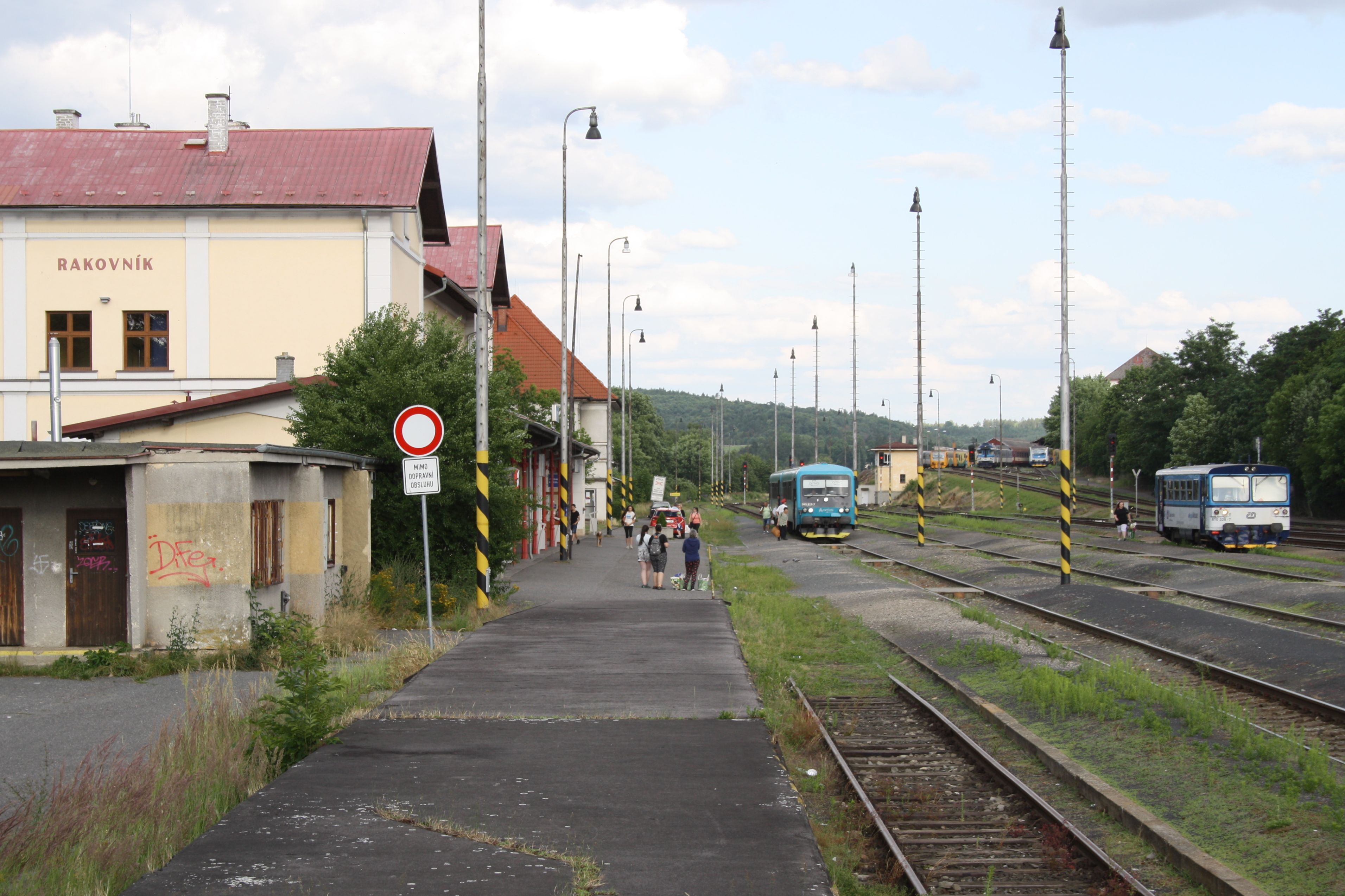
Bahnhof

## Wirtschaft
Rakovník gehört heute zu den wirtschaftlich bedeutenden Städten in Mittelböhmen mit Betrieben für Waschmittel- und Kosmetikaproduktion, Maschinenbau, Autozubehör und Keramikfliesen. Dazu gehören u. a.:
- das Waschmittel- und Konsumgüterwerk Rakona (seit 1875), das heute einer der größten Standorte von Procter & Gamble in Europa ist
- der Keramikfliesenhersteller Rako (seit 1883), heute Teil der Lasselsberger Gruppe
- die Maschinenbaufirmen TOS und PQS
- Die Firma CROY s.r.o., der tschechische Mercedes-Benz Generalimporteur für Unimog.

Die Stadt liegt in einem Hopfenanbaugebiet. In der Brauerei Rakovník wird Bier der Marke Bakalář gebraut.

## Partnerstädte
Rakovník unterhält Städtepartnerschaften mit folgenden Städten
- Dietzenbach, Deutschland (seit 1986)
- Istra, Russland
- Weert, Niederlande

## Stadtgliederung
Die Stadt Rakovník besteht aus den Ortsteilen Rakovník I und Rakovník II. Grundsiedlungseinheiten sind Bulovna, Čermákovy sady, Hornické sídliště-U Jirkova, K Olešné, K Pavlíkovu, Karlovarské předměstí, Na Spravedlnosti, Nádraží, Rakovník-střed, U Černého potoka, U Čistého potoka, U Lišanského potoka, U nemocnice, U Rakovnického potoka, Vinohrady, Za koupalištěm, Za Rakovnickým potokem und Zátiší.

## Sehenswürdigkeiten

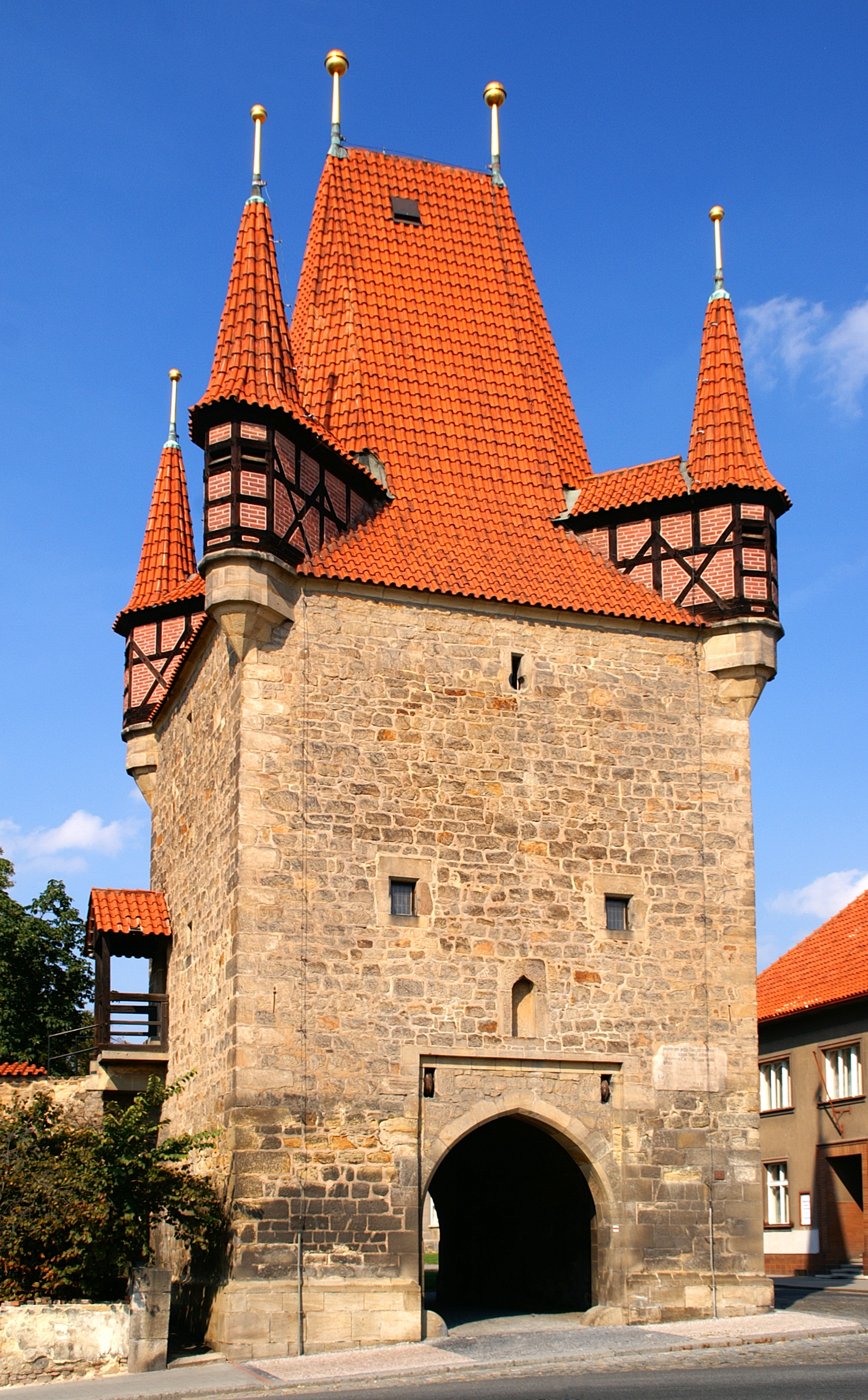
Prager Tor

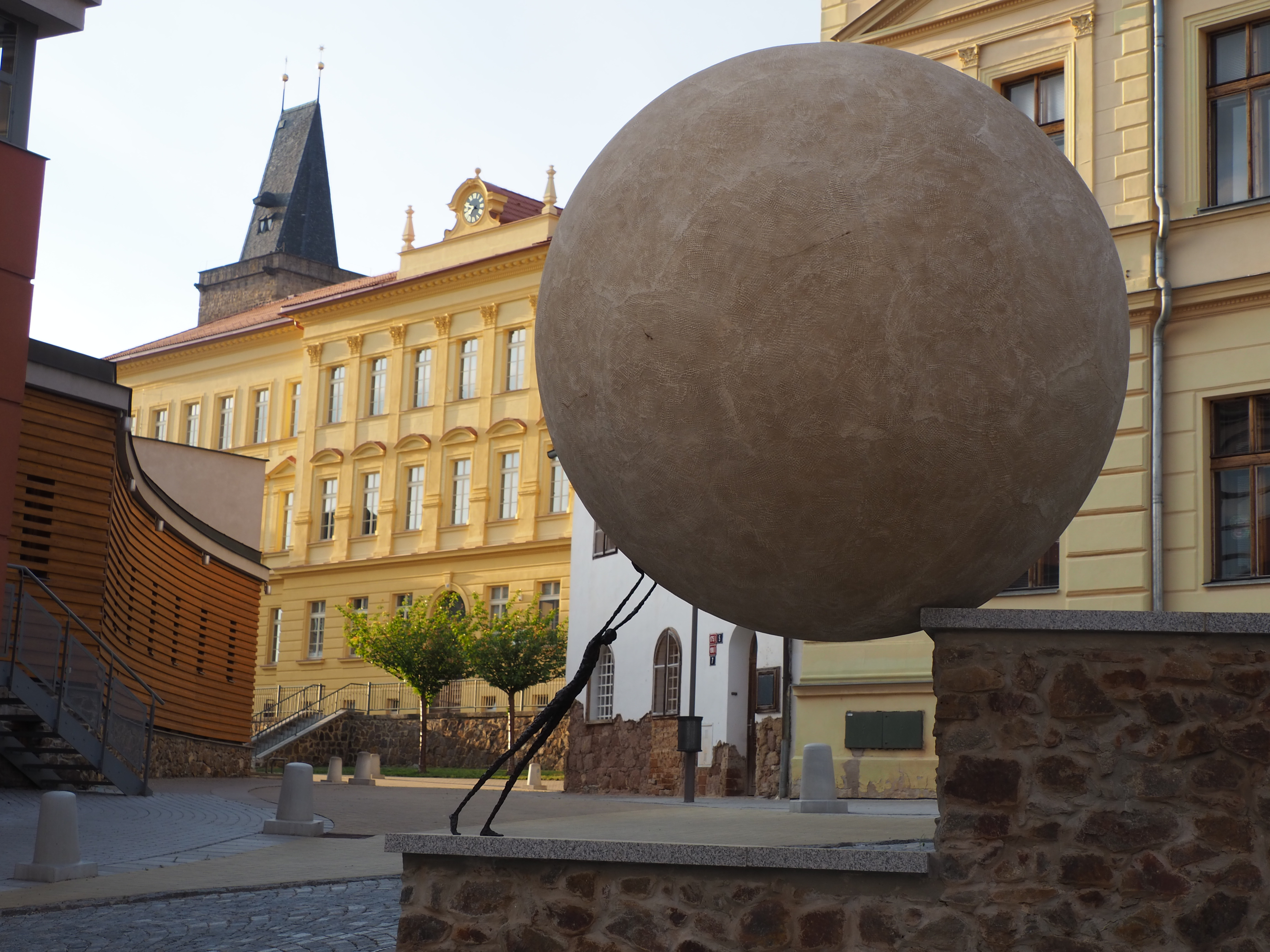
Sisyphus-Statue in der Martinovského-Straße

- Zwei Stadttore und Reste der Stadtbefestigung
- Barocke Synagoge
- Jüdischer Friedhof
- Kirche des Hl. Bartholomäus
- Kirche des Hl. Ägidius
- Mariensäule
- Staue von Sisyfos

## Persönlichkeiten
- Nikolaus von Rakonitz (um 1350–1390), Rektor der Prager Karlsuniversität
- David Crinitus z Hlavačova (1531–1586), Schriftsteller, Dichter und Ratsschreiber in Rakovník
- Theodor Bradsky (1833–1881), böhmischer Komponist
- Franz Ibl (1860–1908), Montanist
- Matyáš Lerch (1860–1922), Mathematiker; studierte in Rakovník
- Jaroslav Maria (1870–1942), Jurist, Anwalt und Schriftsteller, NS-Opfer
- Otylie Beníšková (1882–1967), Schauspielerin[6]
- Antonín Charvát (1899–1930), Radrennfahrer
- Miloslav Ransdorf (1953–2016), kommunistischer Politiker und Abgeordneter des Europaparlaments
- Lenka Kebrlová (* 1966), Skirennläuferin
- Václav Luks (* 1970), Cembalist, Hornist, Dirigent, Musikwissenschaftler und Pädagoge
- Tomáš Kaberle (* 1978), Eishockeyspieler
- Ondřej Kozák (* 1987), Eishockeyspieler
- Marek Gengel (* 1995), Tennisspieler